# Phelsuma grandis
Phelsuma grandis Gray, 1870 è un piccolo sauro della famiglia Gekkonidae, endemico del Madagascar.

## Descrizione
È una delle specie più grandi del genere Phelsuma, potendo raggiungere una lunghezza di 30 cm, di cui oltre la metà spettano alla coda. Ha una livrea di colore verde verde brillante, con macchie e strie rossastre irregolari sul capo e sul dorso. La parte ventrale è biancastra.

## Biologia

### Comportamento
È una specie arboricola, attiva durante le ore diurne.
La si può trovare su una varietà di specie arboree incluse Cocos nucifera e Ravenala madagascariensis, nonché sui bambù.

### Alimentazione
È una specie prevalentemente insettivora che integra la sua dieta con sostanze nettarine.

### Riproduzione
È una specie ovipara.

## Distribuzione e habitat
L'areale di questa specie è ristretto al Madagascar settentrionale, con popolazioni frammentate presenti sia sul versante nord-orientale che nella regione di Sambirano nel nord-ovest, nonché sull'isola di Nosy Be. Popolazioni sono state introdotte sulle isole di Mauritius e Réunion.
I suoi habitat tipici sono la foresta pluviale e la foresta decidua secca, ma si adatta a vivere anche in aree di foresta degradata, nei frutteti, e non è raro osservarla anche all'interno di giardini e abitazioni, dal livello del mare sino a 900 m di altitudine.

## Tassonomia
Questa entità era in passato considerata una sottospecie di Phelsuma madagascariensis. Nel 2007 Raxworthy et al. ne hanno proposto la elevazione al rango di specie e tale status è stato confermato da successivi studi genetici.

## Conservazione
La IUCN Red List classifica P. grandis come specie a basso rischio (Least Concern).
La specie è inserita nella Appendice II della Convention on International Trade of Endangered Species (CITES).
Parte del suo areale ricade all'interno di aree naturali protette tra cui il parco nazionale della Montagna d'Ambra e la riserva naturale integrale di Lokobe.